# Casa Bányai din Târgu Mureș
Casa Bányai (în maghiară Bányai ház) este o clădire reprezentativă pentru arhitectura Belle Époque (începutul secolului a XX-lea) din Târgu Mureș. A fost construită în perioada 1904-1907 pe Piața Trandafirilor, de către Pál Soós, după planurile arhitectului Győző Nagy în stil eclectic. Clădirea a servit între anii 1933-1937 drept locuință a primarului György Bernády. Se figurează pe lista monumentelor istorice sub codul LMI:  MS-II-m-B-15554